# Кубок Кыргызстана по футболу 2010
Кубок Кыргызстана по футболу 2010 года, также известный как Кубок Независимости — 19-й розыгрыш ежегодного футбольного клубного турнира, второго по значимости в стране.
Финальный матч прошёл в Бишкеке на стадионе имени Долона Омурзакова. Обладателем Кубка в 5-й раз в своей истории стал бишкекский «Дордой», обыгравший в финале «Нефтчи» (Кочкор-Ата). Победитель получил право сыграть в поединке за Суперкубок Кыргызстана 2011 года с чемпионом Кыргызстана сезона 2010 года, которым стал «Нефтчи».

## Формат
Турнир стартовал со стадии первого раунда (1/32 финала), в котором встречались команды Первой и Второй лиг. В начальных раундах хозяином поля является команда, которая выступает в лиге, низшей по рангу, однако в ряде случаев это правило не соблюдалось. Если встречаются команды одной лиги, то хозяин поля определяется в результате жеребьёвки.
Из-за политического кризиса в Кыргызстане в апреле-июне 2010 года (см. Революция в Кыргызстане (2010) и Беспорядки на юге Кыргызстана (2010)), многие команды южной части страны не подавали заявок на участие в Кубке, либо отказались от участия в ходе турнира.
В этом сезоне четвертьфиналы и полуфиналы состояли из двух матчей, которые проводились на поле каждого из соперников. Финал турнира состоял из одного матча и игрался на нейтральном поле.

## Участники турнира

### Представительство участников
| Раунд        | Оставшихся команд | Участвует команд | Победителей из предыдущего раунда | Новые участники в этом раунде | Лиги, участвующие в этом раунде | Игровые дни по расписанию         |
| ------------ | ----------------- | ---------------- | --------------------------------- | ----------------------------- | ------------------------------- | --------------------------------- |
| Первый раунд | 22                | 4                | 0                                 | 4                             | Первая, Вторая                  | 4-5 мая 2010 года                 |
| Второй раунд | 20                | 8                | 2                                 | 7                             | Высшая, Первая                  | даты неизвестны                   |
| 1/8 финала   | 16                | 16               | 4                                 | 11                            | Высшая, Первая, Вторая          | 22-24, 30 мая, 9 июня 2010 года   |
| 1/4 финала   | 6                 | 6                | 6                                 | нет                           | -                               | 17, 22, 23 июня, 3 июля 2010 года |
| 1/2 финала   | 4                 | 4                | 4                                 | нет                           | -                               | 8, 22 августа 2010 года           |
| Финал        | 2                 | 2                | 2                                 | нет                           | -                               | 31 августа 2010 года              |

### Клубы-участники
Для участия в розыгрыше Кубка подали заявку все 6 клубов Высшей лиги, 8 из 11 клубов Северной зоны Первой лиги (кроме «Ата-Намыс» Бишкек, «Джеруй-Алтын» Талас и «Химик»-2 Кара-Балта) и 1 клуб Второй лиги. Также участвовали 7 клубов, сведений о представительстве которых не имеется[уточнить].
Клубы, принявшие участие в турнире:
| Высшая лига все 6 клубов                                                                                       | Первая лига (Север) 8 из 11 клубов | Нет данных о лиге (Юг) 7 клубов | Вторая лига (Север) 1 клуб |
| - Абдыш-Ата (Кант) - Алга (Бишкек) - Дордой (Бишкек) - Нефтчи (Кочкор-Ата) - Химик (Кара-Балта) - Шер (Бишкек) | - Абдыш-Ата-94 (Кант) - Дордой-2 (Бишкек) - Дордой-94 (Бишкек) - Живое пиво (Кант) - ФК Кара-Балта - Качке-Ата (Дачное) - Наше пиво (Кант) - Норус (Новопокровка) | - Алдиер (Куршаб) - Амир-Темир (Ош) - ФК Араван - Базар-Коргон-Бабур (Базар-Коргон) - ФК Кербен - Нефтчи-2 (Кочкор-Ата) - Шахтёр (Таш-Кумыр) | - Сай (Сокулук)            |

## Первый раунд
Стадия 1/32 финала. В этом раунде участвовали только клубы северной части страны.
| Команда 1      | Результат | Команда 2         |
| -------------- | --------- | ----------------- |
| 4 мая 2010     |           |                   |
| Дордой-2 (II)  | 7:3       | Сай (III)         |
| 5 мая 2010     |           |                   |
| Качке-Ата (II) | -:+       | Абдыш-Ата-94 (II) |

## Второй раунд
Стадия 1/16 финала. К двум победителям предыдущего раунда присоединились 5 клубов Первой лиги и 2 клуба Высшей лиги («Алга» и «Химик»), все — с севера страны. По неизвестной причине «Дордой»-2 прошёл в следующий раунд без игры, либо сведения о его сопернике и результате матча отсутствуют[уточнить].
| Команда 1                  | Результат | Команда 2            |
| -------------------------- | --------- | -------------------- |
| даты неизвестны (май 2010) |           |                      |
| Живое пиво (II)            | 2:1       | Кара-Балта (II)      |
| Абдыш-Ата-94 (II)          | 3:0       | Норус (II)           |
| Наше пиво (II)             | 2:1       | Дордой-94 (II)       |
| Алга (I)                   | 3:1       | Химик Кара-Балта (I) |
| Дордой-2 (II)              | н/д       | н/д                  |

## 1/8 финала
К 5 победителям предыдущего раунда присоединились 3 клуба Высшей лиги («Абдыш-Ата», «Дордой» и «Шер») в Северной зоне. Также на этой стадии взяли старт 8 клубов Южной зоны, 1 из которых («Нефтчи» Кочкор-Ата) представлял Высшую лигу. Часть клубов Южной зоны отказались от участия, в результате из двух пар в следующий раунд не вышел никто.
| Команда 1              | Результат | Команда 2                |
| ---------------------- | --------- | ------------------------ |
| 22 мая 2010            |           |                          |
| Дордой-2 (II)          | 0:5       | Абдыш-Ата (I)            |
| 23 мая 2010            |           |                          |
| Живое пиво (II)        | 0:3       | Дордой (I)               |
| Наше пиво (II)         | 1:2       | Алга (I)                 |
| Алдиер (II?)           | 0:4       | Нефтчи Кочкор-Ата (I)    |
| 24 мая 2010            |           |                          |
| Абдыш-Ата-94 (II)      | 0:1       | Шер (I)                  |
| 30 мая 2010            |           |                          |
| Нефтчи-2 (II?)         | +:-       | Базар-Коргон-Бабур (II?) |
| Шахтёр Таш-Кумыр (II?) | -:-       | Кербен (II?)             |
| 9 июня 2010            |           |                          |
| Амир-Темир (II?)       | -:-       | Араван (II?)             |

## 1/4 финала
«Нефтчи» и «Нефтчи»-2 вышли в следующий раунд без игры.
| Команда 1                 | Итог | Команда 2 | 1-й матч | 2-й матч |
| ------------------------- | ---- | --------- | -------- | -------- |
| Дордой (I)                | 5–0  | Шер (I)   | 2:0      | 3:0      |
| Абдыш-Ата (I)             | 3–2  | Алга (I)  | 2:0      | 1:2      |
| Нефтчи Кочкор-Ата (I)     | +:-  | -         |          |          |
| Нефтчи-2 Кочкор-Ата (II?) | +:-  | -         |          |          |

| Дордой                                   | 2:0 | Шер |
| ---------------------------------------- | --- | --- |
| Александр Мысиков 82′ · Юрий Волос 90+1′ |     |     |

| Шер | 0:3 | Дордой                                   |
| --- | --- | ---------------------------------------- |
|     |     | Дэвид Тетте 36′ · Ильдар Амиров 89′, 90′ |

| Абдыш-Ата                                          | 2:0 | Алга |
| -------------------------------------------------- | --- | ---- |
| Валерий Цыганенко 15′ · Чолпонбек Эсенкул уулу 90′ |     |      |

| Алга                                    | 2:1 | Абдыш-Ата           |
| --------------------------------------- | --- | ------------------- |
| Азиз Сыдыков 55′ · Бакытбек Маматов 89′ |     | Сергей Калеутин 36′ |

## 1/2 финала
| Команда 1 | Итог | Команда 2 | 1-й матч | 2-й матч |
| --------- | ---- | --------- | -------- | -------- |
| Нефтчи    | 19–2 | Нефтчи-2  | 10:1     | 9:1      |
| Дордой    | 2–0  | Абдыш-Ата | 1:0      | 1:0      |

| Нефтчи | 10:1 | Нефтчи-2 |
| ------ | ---- | -------- |
|        |      |          |

| Нефтчи-2             | 1:9 | Нефтчи                                                                                           |
| -------------------- | --- | ------------------------------------------------------------------------------------------------ |
| Рахман Жээнбеков 80′ |     | Каюмжан Шарипов 3′ · Сардор Иминов 14′, 17′, 40′, 47′, 72′ · Виталий Рудольф · Айбек Пазылов 77′ |

| Дордой          | 1:0 | Абдыш-Ата |
| --------------- | --- | --------- |
| Дэвид Тетте 75′ |     |           |

| Абдыш-Ата | 0:1 | Дордой     |
| --------- | --- | ---------- |
|           |     | Юрий Волос |

## Финал
| Дордой                                                  | 3:0 | Нефтчи Кочкор-Ата |
| ------------------------------------------------------- | --- | ----------------- |
| Юрий Волос 26′ · Ильдар Амиров 30′ · Мирлан Мурзаев 90′ |     |                   |